# 清泉南站
清泉南站，是兰新客运专线线上的一个非客运站，位于中国甘肃省酒泉市玉门市境内，已于2014年12月26日启用。

## 附近景区
- 敦煌
- 玉门
- 月牙泉
- 酒泉卫星发射中心
- 军马场